# 唐括石哥
唐括 石哥（とうかつ せきか）は、金の廃帝海陵王の妃嬪。貴妃唐括定哥の妹。

## 経歴
初め、皇族の完顔文（完顔宗望の子）の正妻であった。
貞元元年（1153年）、海陵王は完顔文に「ただちに離婚しなければ、お前を処刑する」と脅した。完顔文は拒んだが、完顔文の母は「何故、妻のため殺されねばならないのです」と説得した。完顔文はやむなく、泣いて抱きしめた後、石哥を献じた。
同年12月22日（西暦で1154年）、唐括定哥は賜死となり、石哥も実家へ追い返された。石哥は数日後、皇宮に召還されて修容に封ぜられ、翌貞元2年（西暦で同年）に昭儀に進んだ。男子を1人産み、さらに麗妃となった。

## 子女
- 宿王 矧思阿補 （1156年 - 1158年）- 海陵王との子

## 伝記資料
- 『金史』